# Écoles allemandes d'orgue

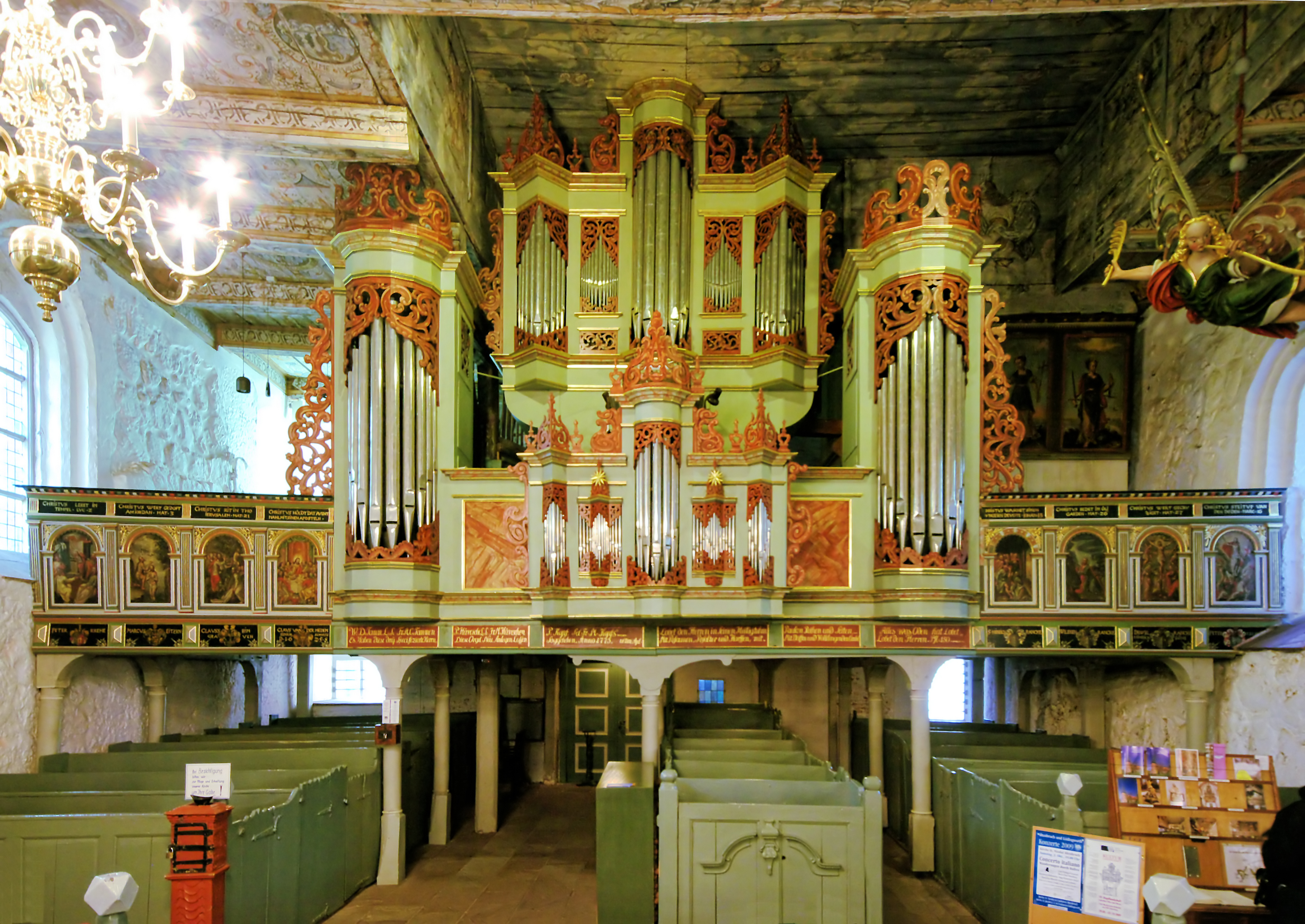
Une orgue allemande

Les pays germaniques regroupés au sein du Saint-Empire romain germanique ont connu durant la période baroque plusieurs écoles allemandes d'orgue issues principalement, de façon schématique, des héritages de Sweelinck (régions touchées par la réforme protestante), d'une part, et de Frescobaldi (régions restées fidèles au catholicisme), d'autre part.

## Les origines
La musique d'orgue s'est développée dès la Renaissance en Allemagne à travers les figures de Conrad Paumann, d'Arnolt Schlick et d'Elias Nicolaus Ammerbach. La famille Praetorius a poursuivi l'œuvre de ces premiers maîtres allemands sans toutefois créer une école aussi importante que celles nées de l'enseignement du maître néerlandais Jan Pieterszoon Sweelinck ou des maîtres italiens.
Les élèves de Sweelinck furent très nombreux parmi les organistes de l'Allemagne du Nord, et eux-mêmes (au nombre desquels notamment Samuel Scheidt et Heinrich Scheidemann) formèrent de nombreux et talentueux disciples de la génération précédant Johann Sebastian Bach. Cette tradition culmina dans l'œuvre de Dietrich Buxtehude.
Les musiciens de l'Allemagne méridionale, restée catholique, faisaient généralement le voyage en Italie (Johann Jakob Froberger, Johann Kaspar Kerll, Johann Joseph Fux, Georg Muffat...) pour y recevoir les leçons des maîtres italiens tels que Giacomo Carissimi, Girolamo Frescobaldi ou Bernardo Pasquini. Ils n'hésitaient pas, le cas échéant, à se convertir au catholicisme, condition sine qua non pour se rendre à Rome dont le pape était le souverain temporel. 
Ainsi l'Allemagne devint une sorte de carrefour de la culture musicale européenne, car les échanges entre artistes étaient nombreux. D'ailleurs, Frescobaldi avait lui-même fait un séjour dans les Pays-Bas espagnols, et il n'est pas impossible qu'il ait pu rencontrer Sweelinck.
La situation en Allemagne est très différente de celle de la France à la même époque : dans ce pays unifié et très centralisé, Paris est le centre prépondérant de la culture en général et de la musique en particulier - les musiciens y sont employés de façon exclusive par l'Église catholique ; les tribunes les plus prestigieuses gravitent autour de Paris (Rouen, Chartres, Reims ...). Au contraire, les pays germaniques sont politiquement et religieusement divisés, ce qui favorise la multiplication des centres de rayonnement culturel local ainsi que la diversité liturgique.

## Les écoles
En ce qui concerne les « écoles » d'orgue, on en distingue en général trois : l'école d'Allemagne du Nord, l'école d'Allemagne centrale et l'école d'Allemagne méridionale.

### L'école d'Allemagnedu Nord (Norddeutsche Orgelschule)
- à Hambourg
  - Jacob Praetorius l'Ancien (1520-1586), élève de Martin Agricola ;
  - Hieronymus Praetorius (1560-1629), fils du précédent ;
  - Jacob Praetorius le Jeune (1586-1651), fils du précédent ;
  - Michael Prætorius (1571-1621) ;
  - Heinrich Scheidemann (vers 1595 - 1663), élève de Sweelinck ;
  - Matthias Weckmann (1616 ?-1674) ;
  - Johann Adam Reinken (1643-1722) ;
  - Christian Ritter (vers 1645/1650-après 1725);
  - Vincent Lübeck (1654-1740);
  - Johann Mattheson (1681-1764);
- à Lübeck
  - Franz Tunder
  - Dietrich Buxtehude ;
- à Lunebourg
  - Georg Böhm ;
- à Husum
  - Nikolaus Bruhns ;
- à Schleswig
  - Johann Nikolaus Hanff ;
- à Dantzig
  - Paul Siefert, élève de Sweelinck ;
- à Stockholm
  - Andreas Düben, élève de Sweelinck.

### L'école d'Allemagne centrale
- Samuel Scheidt, élève de Sweelinck (à Halle) ;
- Johann Kuhnau (à Leipzig) ;
- Johann Gottfried Walther (à Weimar) ;
- Friedrich Wilhelm Zachow, maître de Haendel (à Halle).

### L'école d'Allemagne méridionale
Bavière et Autriche sont les bastions du catholicisme 
- Johann Jakob Froberger (1616-1667), élève de Frescobaldi ;
- Johann Kaspar Kerll (1627-1693), élève de Frescobaldi et Carissimi ;
- Johann Pachelbel (1653-1706), élève de Kerll, lié aux Bach ;
- Georg Muffat (1653-1704) formé à Paris, a séjourné en Italie ; a travaillé avec Lully et Corelli ;
- Johann Caspar Ferdinand Fischer (1656-1746), a peut-être été en contact avec Lully.
- Franz Xaver Murschhauser (1663-1738), élève de Kerll ;
- Johann Speth (1664-après 1719) ;

Quant à Johann Sebastian Bach, si géographiquement il se rattache à la seconde, il doit plutôt être considéré comme le musicien qui opère, presque seul, la synthèse de ces différents courants ainsi d'ailleurs que de la tradition française (il a recopié de sa main le livre de Nicolas de Grigny, aurait été en correspondance avec François Couperin et l'on sait que le thème de sa grande « passacaille et fugue » est issu d'une pièce d'André Raison). Il a de plus rencontré personnellement plusieurs de ces artistes : Buxtehude auquel il rend une visite de plusieurs semaines à Lübeck, Reincken et Lübeck à Hambourg, Böhm pendant son apprentissage à Lüneburg. Il a étudié de façon approfondie l'ensemble de la production organistique de ses prédécesseurs et contemporains, et il a su, en intégrant ces diverses influences, se former un style très personnel.

## Les formes
Les œuvres des organistes allemands peuvent se classer en trois grandes catégories :
- Le prélude de choral et ses différentes déclinaisons (harmonisé, varié, fugué, figuré, orné, etc.) - cette forme est plus spécifique aux régions de religion protestante - et, précisément, luthérienne ;
- les pièces d'improvisation et de virtuosité (préludes, toccatas, fantaisies, chaconnes et passacailles ...) caractérisent surtout les œuvres des artistes du nord (le Stylus phantasticus) quand les méridionaux cultivent aussi les formes plus archaïques héritées de l'Italie (canzon, capriccio notamment) ;
- les pièces fuguées, avec un contrepoint souvent très développé. Elles ont un caractère plus brillant dans le nord, plus intériorisé dans le sud.

D'une façon générale, leurs pièces sont de proportions beaucoup plus importantes que celles de leurs homologues français, très dépendantes du déroulement du cérémonial liturgique catholique pour lequel elles sont écrites.
Les organistes de l'école hambourgeoise opèrent une fusion des deux derniers types de compositions dans des œuvres de grandes proportions, comportant des alternances de mouvements libres et de mouvements fugués (Lübeck, Buxtehude, Bruhns etc. et à leur suite J.S. Bach).

### Partitions
- IMSLP Partitions pour orgue du domaine public.